# Абімількі
Абімількі (Абімільк, Абімільку) (аккад. 𒇽𒀀𒁉𒅖𒆠)  — цар міста-держави Тір бл. 1360—1335 роках до н.е. Ім'я перекладається як «Мій батько — цар».

## Життєпис
Відомий за листами з амарнського архіву, де згаданий як «князь Сурру». З них відомо, що Абімількі отримав трон завдяки фараонові Аменхотепу III, що під час походу до Палестини і Фінікії, поставив скрізь своїх вірних царів або намісників. Ймовірно Абімількі спадкував трон після смерті батька (можливо звався …-Дікуд), втім напевне стикнувся з іншими претендентами, тому потребував єгипетської допомоги. Також Абімількі отримав відфараона посаду рабіцу, що свідчило про довірливі відносини між ними. Перша відома письмова згадка про Абімількі відноситься до 1347 року до н. е.
Спочатку вступив у союз з Азіру, царем Амурру, та Зімраддою, царем Сідону, спрямований проти Рібадді, царя Бібла. Втім в подальшому намагався надати допомогу останньому, оскільки побоювався надмірного посилення своїх союзників. Тому після повалення Рібадді підтримував його наступника Іліарабіха. Це спровокувало війну із Сідоном. Зімрадда спочатку захопив місто Сіміра, яке ймовірно отримав батько Абімількі або він сам за допомогу Абдаширті. царю Амурру, у війні проти Бібла. Невдовзі сідонське війське захопило важливе місто Ушу, чим створило проблеми для постачання населення Тіру водою й харчами. З одну з листів принижуючись, цар Тіра просить фараона допомоги проти Сідону і амореїв. оскільки його замкнули на острові, у нього немає ані води, ані дров.
Абімількі інформував фараона Ехнатона про союз Сідона і Амурру та свою готовність надати допомогу єгипетському війську у війні з цими ворогами. Також доповідав про перехід міста-держави Хацор на бік Амурру.
В подальшому Абімількі Тір ймовірно опинився в облозі ворогів. Тірський цар оголосив свою державу володінням старшої доньки фараона — Мерітатон, а себе — її слугою. Водночас поширював чутки про прибуття до Фінікії єгипетського війська, яке мало відновити в цих землях владу фараона. Проте жодних свідоцтв про військову активність єгиптян на північних околицях царства в той час не збереглося. Можливо, до кінця правління Ехнатона з усіх фінікійських володарів лише Абімількі залишився вірним єгипетському фараону.
Разом з тим Абімількі намагався скористатися боротьбою Амурру проти держав Кадеш і Арам, внаслідок чого цар Сідону не мав суттєвої підтримки. Спочатку Абімількі вдалося завдати поразки сідонянам, але зрештою ресурси для війни ймовірно були вичерпані. Вважається, що він загинув внаслідок широкого повстання населення. В результаті царська влада в Тірі була скасовано, впроваджено посади суфетів.